# 阿部正定
阿部 正定（あべ まささだ）は、江戸時代後期の大名。陸奥国白河藩の第5代藩主。忠秋系阿部家13代。

## 略歴
文政6年（1823年）、白河藩阿部家分家で旗本3000石の阿部正蔵の長男として江戸にて誕生。嘉永元年（1848年）5月10日、先代藩主の阿部正備が隠居したため、養子として跡を継いだが、3か月後の8月25日に病死した。享年26。
跡継ぎがいなかったためその死は秘匿され、宗家に当たる備後福山藩阿部家から正耆（阿部正粹の次男）を養子に迎えて10月15日に養子届出を幕府に提出、同日に正定の死亡届も提出、11月30日に正耆は白河藩を継いだ。その後、正耆の死後に弟・正外が白河藩を継承した。

## 系譜
父母
- 阿部正蔵（実父）
- 南部信真の娘（実母）
- 阿部正備（養父）

正室
- 鏞 ー 花房職恕の娘

養子
- 阿部正耆 ー 阿部正粹の次男